# Disembodied
Disembodied es el segundo álbum del guitarrista Buckethead bajo el nombre Death Cube K (anagrama de Buckethead), lanzado el 22 de julio de 1997 por el sello disquero ION y producido por Bill Laswell.

## Canciones
1. Disembodied - 9:14
2. Embalmed - 4:58
3. Terror Tram - 9:35
4. Hanging Gallows - 5:32
5. Pre Hack - 15:29

## Créditos
- Buckethead - Guitarra entre otros instrumentos
- Extrakd - Ambiente de machete
- Bill Laswell - Bajo
- Grabado en Embalming Plant, Oakland, California
- Grabación y Mezcla adicional en Greenpoint Studio, Brooklyn, New York
- Produced by Buckethead and Bill Laswell.